# Трговина људима у Централној Европи
Трговина људима у Централној Европи је постала веома важна политичка и правна тема, пошто се сматра да највише жртава трговине људима потиче из тог региона.

## Лакша имигрантска политика после пада Совјетског Савеза
Након рушења познате гвоздене завесе, могло је лакше да се путује кроз Европу. Међутим, слободније кретање је било пропраћено и растом трговине људима од стране организованог криминала. Жртве трговине људима нису у стању да траже посао или да остварују сопствени бизнис, већ су углавном присиљене на рад за трговце људима, што је типично проституција.
Предео централне и источне Европе су експлоатисане као локације за потрагу и превожење људи у западне земље, али су такође и последње локације за ланац трговине људима. Како преноси "Lidove noviny", 16 истрага у Чешкој Републици се успешно завршило 2005. године, што је за 3 истраге мање од прошле 2004. године.

## Раст модерног ропства
Десет случајева је било забележено од стране полиције 2003. године. Упркос покушајима међународне заједнице, модерно ропство расте невероватном брзином, и добро је прикривено. Данас су жене и деца мета трговине људима. Лиди Ер је у њеном извештају за парламентарну скупштину навела да је 78% жртава женског пола, и да су из централне и источне Европе.
Овај проценат постоји због велике незапослености међу женама, повећаној мобилности преко државних граница, и корупције унутар локалних правобраниоца државе (полиције, судства и сл.).

## Обећања попут венчања, добитка сигурног посла и образовања
Забележени су и случајеви у којима су криминалци обећавали боље образовање за децу из сиромашних породица, да су их потом присиљавали на рад. Према француској организацији за људска права, Албанија је земља у којој је највише жена и деце умешано у трговину људима ради сексуалне експлоатације, наводивши им лажна обећања попут венчања, посла и образовања у западним земљама.